# Évelyne Joslain
Évelyne Joslain, née en 1962 à Nantes, est une essayiste, auteur de plusieurs essais et livres concernant les États-Unis d'Amérique, sa politique, et ses dirigeants, ainsi que les différences entre le Parti démocrate et le Parti républicain.

## Biographie
Évelyne Joslain est d'origine vendéenne. Elle est diplômée d'études nord-américaines.
Ayant « des convictions très libérales et assumées », conservatrice, elle est proche des groupes conservateurs américains en France, tels les Republicans Overseas (en), qui rassemblent les membres du Parti républicain à l'étranger. Elle se distingue en 2016 en faisant « partie des très rares experts à prédire une victoire de Donald Trump ». Depuis cette même année, elle dirige le Libre Journal du Nouveau Monde à Radio Courtoisie.
En 2017, elle suscite la polémique en déclarant sur le plateau de BFMTV : « Je pense qu’[Obama] était plus musulman dans son cœur que chrétien »,,,,,.

## Ouvrages
- L'Amérique des think tanks. Un siècle d'expertise privée au service d'une nation, Paris, L'Harmattan, 2006 (BNF 40197806).
- Obama, de la déconstruction de la démocratie en Amérique, Asnières, Les Quatre Vérités, 2009 (BNF 42126683).
- Tea party. L'Amérique à la reconquête de ses libertés, Paris, Jean Picollec, 2012 (BNF 43539612).
- Trump. Pour le meilleur et pour le pire, Paris, Presses de la délivrance, 2016 (BNF 45130795).
- La guerre culturelle, Presses de la Délivranve, 2024 (ISBN 2859840362) -  (ISBN 9782859840365).

.